# داریوش بابائیان
داریوش بابائیان (زاده ۱ تیر ۱۳۳۲ در اصفهان) بازیگر و تهیه‌کننده اهل ایران است.

## بازیگر
- پرواز خاموش (۱۳۷۷)
- گرگ‌های گرسنه (۱۳۷۰)
- تیغ آفتاب (۱۳۶۹)
- دستمزد (۱۳۶۸)
- شما فرشته‌اید (۱۳۶۸)
- چون باد (۱۳۶۷) (۱۳۸۲)

## کارگردان
- جوان ایرانی (۱۳۸۲)

## تهیه‌کننده
- مجموعه کلوزآپ ( ۱۴۰۱)
- وای آمپول (۱۳۹۷)
- حقه باز دم دراز (۱۳۹۶)
- چهار اصفهانی در بغداد (۱۳۹۵)
- گدایان تهران (۱۳۹۱)
- یک فراری از بگبو (۱۳۹۰)
- دزدان خیابان جردن (۱۳۸۹)
- فوتبالی‌ها (۱۳۸۹)
- بوی گندم (۱۳۸۹)
- افراطی‌ها (۱۳۸۸)
- راز دشت تاران (۱۳۸۸)
- خواستگار محترم (۱۳۸۵)
- گاهی واقعی (۱۳۸۵)
- چپ دست (۱۳۸۴)
- بازنده (۱۳۸۳)
- زهر عسل (۱۳۸۱)
- اتانازی (۱۳۸۰)
- بانوی کوچک (۱۳۸۰)
- مزاحم (۱۳۸۰)
- از صمیم قلب (۱۳۷۹)
- رنگ شب (۱۳۷۹)
- شور عشق (۱۳۷۹)
- هزاران زن مثل من (۱۳۷۹)
- دختران انتظار (۱۳۷۸)
- پنجه در خاک (۱۳۷۶)
- حماسه قهرمانان (۱۳۷۶)
- گارد ویژه (۱۳۷۴)
- بیقرار (۱۳۷۳)
- دیوانه وار (۱۳۷۳)
- اتل متل توتوله (۱۳۷۰)
- افسانه مه پلنگ (۱۳۷۰)
- شما فرشته‌اید (۱۳۶۸)
- کاکلی (۱۳۶۸)

## جشنواره‌ها
- برنده جایزه گریفون برنزی یادبود دومنیکو مکولی بهترین فیلم (کاکلی) در بیستمین دوره جشنواره بین‌المللی فیلم جیفونی - ۱۳۶۹
- برنده مدال طلای شهر جیفونی بهترین فیلم (کاکلی) در بیستمین دوره جشنواره بین‌المللی فیلم جیفونی - ۱۳۶۹
- کاندیدای بهترین فیلم (کاکلی) در بخش بهترین فیلم‌های اول و دوم هشتمین دوره جشنواره فیلم فجر - ۱۳۶۸